# Галісійський націоналізм
Галісійський націоналізм — це форма націоналізму розповсюдженого в Галісії. Політичний рух що народився на початку XX століття з ідей галісійства.

## Ідеологія

Галісійській національний прапор з червоною зіркою, також званий "Ештелейрою". (Зазвичай використовується галісійськими соціалістами)

Більшість істориків та етнологів визнають існування галісійців як окремого від іспанців народу, який становить етнічну більшість на окремих територіях становлять галісійці. 
Всередині галісійського націоналізму можна виділити основні дві течії :
- Автономісти — мають претензії на розширену автономію Галісії та іноді перетворення Іспанії на федерацію.
- Незалежники — мають претензії на створення незалежної Галісії (На зразок Галісійської Республіки 1931-ого року) на територіях "Іспанської Галісії" та північних територіях Португалії.

Між автономістами та незалежниками є багато спільних ідей та рис — обидві групи виступають за захист галісійської мови та галісійців. 
Більшість ідей галісійського націоналізму були закладені в працях Альфонсо Даніеля Родрігеса Кастелао — Semper em Galiza (дослівно: Завжди в Галісії) 1944 рік.

## Націоналізм в суспільстві

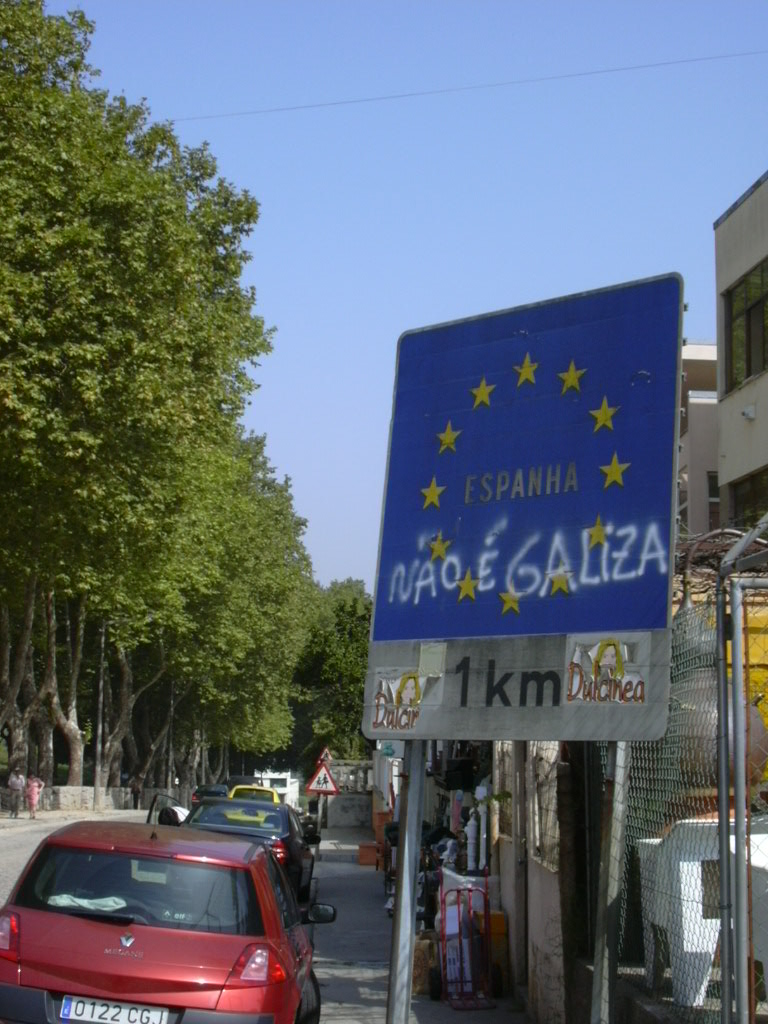
Дорожній знак на кордоні Португалія - Іспанія з написом "Галісія не Іспанія"

Галісійські націоналістичні кандидати на виборах 2005-того року отримали 19% голосів до місцевого парламенту та 16% голосів у 2009-тому році. 
З 2005 року по 2009 рік Галісією правив коаліційний уряд поміж соціалістами та націоналістичним блоком. На відміну від інших регіонів Іспанії тутешні партії включають націоналізм напряму у свої передвиборчі кампанії. 